# Nur Muhammad Taraki
Nur Muhammad Taraki (pastún: نور محمد ترکی‎; Kalai, 15 de julio de 1917 - Kabul, 8 de octubre de 1979) fue un escritor, revolucionario y estadista afgano. Fundó el Partido Democrático Popular de Afganistán (PDPA, conocido como comunista), lideró la Revolución de Saur, que estableció un Estado socialista: la República Democrática de Afganistán, de la cual fue presidente. Durante su gobierno, Taraki aplicó un plan radical de transformaciones y encabezó la lucha contra los contrarrevolucionarios armados (conocidos como «muyahidines»), hasta que fue derrocado en un golpe de Estado organizado por su primer ministro, quien poco tiempo después ordenó su ejecución.

## Primeros años
Nur Muhammad nació en el seno de una familia nómade de la tribu taraki de etnia pastún el 15 de julio de 1917 en Kalai, un pequeño pueblo de la Provincia de Gazni. A la edad de cinco años comenzó a trabajar en el cuidado de la granja de una viuda, pero duró poco porque su padre, Nazir Muhammad, quería que aprendiera a leer y escribir. En 1932 se mudó a Kandahar y encontró empleo en la Pashtun Trading Company. Fue promovido y enviado a la oficina de la empresa en Bombay, donde completó la escuela y estudió el inglés y el urdu. En esa ciudad de la India, Taraki entró en contacto con nacionalistas, socialistas y comunistas; estos últimos lo adoctrinaron. En 1937 regresó a Afganistán, obtuvo un diploma en la Facultad de Economía de la Universidad de Kabul y comenzó a trabajar en el Ministerio de Economía. Más tarde trabajó en la prensa, para Radio Kabul y para la Agencia de Noticias Bajtar.

## Escritor
Taraki escribió novelas y obras políticas en pastún. Fue conocido especialmente por sus relatos sociales en los que relataba la vida de los pobres: campesinos, artesanos o trabajadores, y contribuyó al desarrollo de las tendencias realistas en la literatura afgana. Muchos de sus trabajos no llegaron a publicarse, y circularon únicamente a través de copias manuscritas en el círculo literario progresivo que se formó en torno a él.
Entre 1948 y 1953 escribió cuentos como Bajo la vaca y Esto es servicio. En la segunda mitad de la década del '50 escribió las novelas Las tres comidas, Los padres de Samat, Mi paga, La hija de campesinos y La nueva vida. La hija de campesinos se centra en el problema de la mujer considerada como moneda de cambio; la obra es interesante para la investigación estilística dado que no azarosamente el autor dispuso una narrativa breve, mencionó discretamente los sentimientos de los personajes y usó un lenguaje sencillo y casi frío más adaptado a las diferentes situaciones.
En su obra Blanco, de 1956, hizo una descripción sociológica de la vida aldeana en las áreas de Gazni-Kandahar. En 1958 publicó El viaje de Bang y en 1962 Solo, ambas tuvieron segundas ediciones curadas por la Academia de Ciencias en 1978. En El viaje de Bang llegó a la madurez el estilo cuyas bases estableció en obras anteriores, persistiendo un cierto «verismo», una ambientación muy precisa, un lenguaje urgente y una  narrativa indispensable, un cambio en la voz del narrador a causa del paso del tiempo verbal del pasado —externo a la narrativa— al presente —interno—, juego que destaca cuando el autor expone algún rasgo psicológico del protagonista. El viaje de Bang ha sido traducido al ruso (publicado en tres oportunidades: 1980 por Progreso de Moscú, 1984 por Sabchota Sakartvelo de Tiflis y 1987 por Raduga de Moscú) y al italiano (en 1983). En 2010, Blanco y otras obras de Taraki fueron reimpresas en Pakistán.
Taraki también fue autor de ensayos, como uno sobre Máximo Gorki, escrito en 1964. Para 1978, Taraki había publicado más de treinta obras, en su mayoría novelas cortas, pero algunos versaban sobre filosofía materialista.
Como traductor, Taraki popularizó en Afganistán obras de la literatura clásica rusa y soviética.
En los años '70, Taraki dirigió un equipo de la Academia de Pastún de Kabul que durante años recopiló definiciones de palabras en ese idioma y las reunió en un diccionario inglés-pastún y de definiciones de más de ochocientas páginas publicado en 1975, ampliamente difundido. Agotado en los '90, volvió a ser publicado tras la caída del régimen talibán.

## Militante
A fines de la década de los '40, Taraki fundó junto a un grupo de intelectuales Juventud Despierta, que publicaba el hebdomadario Angar («Brasas»), que fue prohibido dadas sus reclamaciones de «pan, ropa, educación e igualdad». Por su activismo, el gobierno lo intentó alejar nombrándolo agregado de prensa en la embajada afgana en Estados Unidos de América en 1953, pero aprovechó para denunciar al gobierno. Regresó a su país y abrió la Nur Translation Bureau y, al mismo tiempo que subsistía como traductor, continuó su carrera como escritor. Al renunciar Mohammed Daud Khan como primer ministro, Taraki pudo actuar más libremente e invitó a otras treinta personas al Congreso Fundacional del Partido Democrático Popular de Afganistán. El 1 de enero de 1965, fue elegido Secretario General del nuevo partido.
El 11 de abril de 1966, Taraki publicó el primer número de la revista en pastún y dari Jalq (خلق‎, «Pueblo») que definía como misión del PDPA la de «aliviar la agonía sin límites de los pueblos oprimidos de Afganistán» y afirmaba que «el tema principal de la época contemporánea y centro de la lucha de clases en todo el mundo, que comenzó con la Gran Revolución Socialista de Octubre, es la lucha entre el socialismo internacional y el capitalismo internacional». El periódico fue un gran éxito, especialmente entre los estudiantes. Su primera publicación vendió 20 000 copias, numeradas y en tiradas posteriores en torno a 10 000 (sólo hubo seis ediciones en total). El 23 de mayo de 1966, las autoridades lo cerraron en la base de que era «antiislámico», «anticonstitucional» y «antimonárquico».
Poco después de su fundación, el PDPA se dividió en dos facciones: Jalq y Parcham (پرچم‎, «Bandera», ésta también por su periódico, liderada por Babrak Karmal), radicales y moderados respectivamente, pues los jalqis pensaban un alzamiento militar mientras los parchamis abogaban por cambios graduales, incluso se aliaron durante un tiempo a Daud, cuando éste derrocó al rey Zahir Shah. El 1977 las dos facciones pudieron reconciliarse gracias a las gestiones de Taraki, pero la división permaneció subyacente, especialmente en cuanto al intenso odio personal entre Karmal, líder parchami, y Hafizullah Amín, prominente jalqi.
El 17 de abril de 1978, Mir Akbar Kaibar, destacado dirigente del PDPA, fue asesinado por la policía. El cortejo fúnebre, liderado por Taraki, fue acompañado por más de quince mil personas, y finalizó como una manifestación. El 26 de abril, Taraki y otros seis jefes del PDPA fueron arrestados, pero Amín lo fue más tarde, lo que le dio tiempo para contactar a oficiales militares simpatizantes. Uno de estos, Abdul Qadir, evadió su arresto. Tanquistas y aviadores atacaron el Palacio y derrocaron a Daud. Los líderes del PDPA fueron liberados y Taraki nombrado Presidente del Consejo Revolucionario y Primer ministro de Afganistán.

## Presidente

### Gabinete
| Gabinete de Ministros del Gobierno de Nur Muhammad Taraki | Gabinete de Ministros del Gobierno de Nur Muhammad Taraki | Gabinete de Ministros del Gobierno de Nur Muhammad Taraki                                                                    |
| Cartera                                                   | Titular                                                   | Período |
| --------------------------------------------------------- | --------------------------------------------------------- | --- |
| Vicepresidente del Consejo de Ministros                   | Babrak Karmal Hafizullah Amin Mohammad Aslam Watanjar     | 30 de abril de 1978 - 5 de julio de 1978 30 de abril de 1978 - 27 de marzo de 1979 30 de abril de 1978 - 27 de marzo de 1979 |
| Ministerio de Relaciones Exteriores                       | Hafizullah Amin                                           | 30 de abril de 1978 - 27 de marzo de 1979                                                                                    |
| Ministerio de Comunicaciones                              | Mohammad Aslam Watanjar                                   | 30 de abril de 1978 - 27 de marzo de 1979                                                                                    |
| Ministerio de Defensa Nacional                            | Abdul Qadir Nur Muhammad Taraki                           | 30 de abril de 1978 - 17 de agosto de 1978 17 de agosto de 1978 - 27 de marzo de 1979                                        |
| Ministerio de Salud                                       | Shah Wali                                                 | 30 de abril de 1978 - 27 de marzo de 1979                                                                                    |
| Ministerio del Interior                                   | Nur Ahmad Nur                                             | 30 de abril de 1978 - 5 de julio de 1978                                                                                     |
| Ministerio de Educación                                   | Ghulam Dastagir Panjsheri Abdul Rashid Jalili             | 30 de abril de 1978 - 28 de agosto de 1978 28 de agosto de 1978 - 27 de marzo de 1979                                        |
| Ministerio de Planificación                               | Sultan Ali Keshtmand Muhammad Siddiq Alemyar              | 30 de abril de 1978 - 23 de agosto de 1978 23 de agosto de 1978 - 27 de marzo de 1979                                        |
| Ministerio de Radio y Televisión                          | Sulaiman Laiq                                             | 30 de abril de 1978 - 27 de marzo de 1979                                                                                    |
| Ministerio de Agricultura                                 | Saleh Muhammad Zirai                                      | 30 de abril de 1978 - 27 de marzo de 1979                                                                                    |
| Ministerio de Finanzas                                    | Abdul Karim Misaq                                         | 30 de abril de 1978 - 27 de marzo de 1979                                                                                    |
| Ministerio de Información y Cultura                       | Muhammad Hasan Bareq-Shafi                                | 30 de abril de 1978 - 27 de marzo de 1979                                                                                    |
| Ministerio de Justicia                                    | Abdul Hakim Sharai                                        | 30 de abril de 1978 - 27 de marzo de 1979                                                                                    |
| Ministerio de Asuntos Sociales                            | Anahita Ratebzad                                          | 30 de abril de 1978 - 27 de marzo de 1979                                                                                    |
| Ministerio de Comercio                                    | Abdul Quddus Ghorbandi                                    | 30 de abril de 1978 - 27 de marzo de 1979                                                                                    |
| Ministerio de Minas e Industrias                          | Muhammad Ismail Danesh                                    | 30 de abril de 1978 - 27 de marzo de 1979                                                                                    |
| Ministerio de Obras Públicas                              | Muhammad Rafie Dastagir Panjsheri                         | 30 de abril de 1978 - 28 de agosto de 1978 28 de agosto de 1978 - 27 de marzo de 1979                                        |
| Ministerio de Agua y Energía                              | Muhammad Mansur Hashimi                                   | 30 de abril de 1978 - 27 de marzo de 1979                                                                                    |
| Ministerio de Educación Superior                          | Mahmud Suma                                               | 30 de abril de 1978 - 27 de marzo de 1979                                                                                    |
| Ministerio de Asuntos Tribales                            | Nizamuddin Tahzib                                         | 30 de abril de 1978 - 27 de marzo de 1979                                                                                    |
| Ministerio de Asuntos Fronterizos                         | Sahibjan Sahrayi                                          | 30 de abril de 1978 - 27 de marzo de 1979                                                                                    |

### Economía

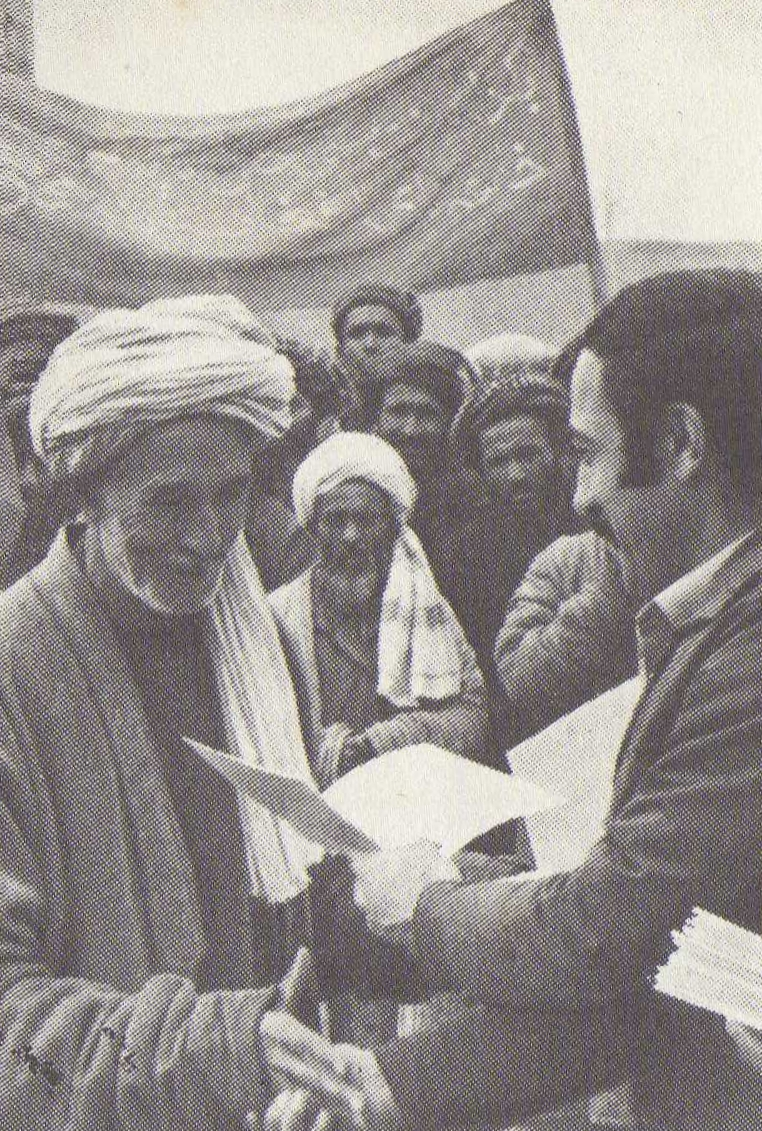
Entrega de tierras a campesinos durante la reforma agraria.

Antes de la Revolución, el 95 % de la población tenía la mitad de la tierra cultivable y el 5 % era dueño de la otra mitad. Los terratenientes vendían los insumos y arrendaban parte de sus tierras, dado que las de los campesinos les eran insuficientes para su mantenimiento. Taraki anunció que se preparaban estudios que llevarían dos años para poder implementar una reforma agraria, pero finalmente el gobierno decidió iniciarla con el Decreto n.º 8 del 2 de diciembre de 1978, que establecía que ninguna familia podía poseer más de seis hectáreas de tierras de primera calidad o equivalente y que nadie podía hipotecar, alquilar o vender tierras por encima de esa dimensión. Para hacerlo efectivo, el gobierno construyó casas para funcionarios agrícolas, distribuyó semillas, cajas de capullos de seda y herramientas, organizó nuevas huertas y abrió veterinarias. Fueron considerados miembros de la familia: marido, esposa e hijos solteros menores de dieciocho años; de esta forma se buscaba eliminar las unidades mayores de parentesco como entidades económicas, pues eran entendidas como relaciones prefeudales. La tierra excedente de las propiedades mayores de seis hectáreas fue distribuida a trabajadores sin tierra, pequeños campesinos y nómades. De estas operaciones se encargaba el Departamento de la Reforma Agraria; de la irrigación, el Ministerio de Agua y Energía.
En complementación con la reforma agraria, el régimen promovió las cooperativas campesinas. El estatuto que las regulaba indicaba que el ingreso a las mismas era voluntario, que debían estar abiertas a que se una cualquier campesino con cuatro hectáreas de tierra de primera calidad o equivalente y que los miembros debían elegir oficiales que se ocuparían de los asuntos comunes y de mediar con las autoridades. Dado que la reforma agraria crearía muchas unidades de explotación no rentables, el que dichas unidades se vieran impelidas a unirse en cooperativas sería el primer paso a la colectivización. Se establecieron ochocientas cooperativas agrícolas con doscientos mil participantes.
No obstante, la reforma agraria no se basó en ningún estudio catastral del campo afgano, y no tuvo en cuenta las diferencias en la tenencia de tierras y sus concepciones según la región. Muy frecuentemente, militantes del PDPA y militares llegaban a las aldeas a hacer los repartimientos sin considerar las características locales. Al eliminar del panorama económico a los terratenientes, los campesinos pobres se quedaron sin su fuente tradicional de semillas, agua y herramientas, sin ofrecer el Estado una alternativa realmente funcional. El colapso del Estado en el campo a raíz de la guerra no permitió a los campesinos disfrutar los beneficios de sus nuevas tierras. Además, esta reforma se encontró con numerosos obstáculos: por un lado, amplios sectores del campesinado consideraban que la tierra era legítimamente propiedad de los señores y no podían aceptar tierra «robada»; por otro, había continuos sabotajes de los terratenientes que se afiliaron a las cooperativas para oponerse desde adentro, además de robos y atentados terroristas. En consecuencia, la reforma agraria no pudo llevarse a cabo efectivamente.
Por otra parte, el gobierno comunista canceló deudas, préstamos e hipotecas de campesinos pobres; distribuyó gratuitamente las tierras confiscadas a los señores emigrados y a la familia real para los campesinos sin tierra; estableció un salario mínimo y un impuesto progresivo a la renta; redujo el precio de alimentos de primera necesidad; proyectó desarrollar las industrias pesada y ligera; y abolió el subsidio que le enviaba el gobierno al derrocado monarca Zahir Shah.
Taraki nacionalizó el comercio exterior —medida que perjudicó a muchos jefes tribales— y el Estado se convirtió en dueño del 51 % de las empresas principales. El almuerzo para los empleados estatales fue igualado y en el ejército se introdujeron las comidas comunitarias para oficiales y soldados en conjunto.
En sus primeros cinco meses, el gobierno de Taraki firmó veintinueve acuerdos y contratos (por valor de ciento cuatro millones de dólares) con los soviéticos para la cooperación económica planificada, entre los cuales se encontraban la construcción de una planta de procesamiento de mineral, de una planta de fundición de cobre, la mejora en la planta de energía en Mazar-i-Sharif, suministro de equipos para la exploración de petróleo y gas, etc. Con la ayuda soviética se construyeron fábricas, puentes, carreteras, líneas de transmisión de electricidad y subestaciones, etc. Los vencimientos de los préstamos soviéticos eran en diez, doce, quince y más años y con bajas tasas de interés. Acuerdos similares, concernientes a préstamos con condiciones favorables para Afganistán y capacitación de trabajadores afganos, se firmaron con Checoslovaquia, la República Democrática Alemana y Bulgaria.
Con ayuda del Programa de las Naciones Unidas para el Desarrollo y de la Organización de las Naciones Unidas para la Alimentación y la Agricultura, el gobierno de la República Democrática de Afganistán realizó un estudio del bosque Diwagal en Kunar para optimizar su preservación.
En 1979 el régimen jalqi llevó a cabo el primer y único censo de población de la historia de Afganistán, que indicó que la población del país era de 13 500 000 habitantes (aunque pudo censarse hasta el 67 % de la población a causa de la violencia armada).

### Educación
El régimen comenzó una campaña de alfabetización: en el primer año se fundaron seiscientas escuelas y por primera vez se enseñó en las lenguas nativas de los alumnos y con asistencia de mujeres. Fueron separadas la religión del Estado. El nuevo currículo estaba inspirado en el marxismo. Los nuevos libros de texto de educación primaria mostraban mujeres sin velo y niñas sentadas junto a niños. Se crearon las asignaturas de Ciencias Naturales para primaria y de Política para secundaria; la asignatura Historia fue enseñada desde la concepción materialista. A la Universidad Nangarhar le fueron creadas tres nuevas facultades: Agricultura, Educación e Ingeniería. La Facultad de Letras de la Universidad de Kabul fue dividida en tres: Facultad de Lengua y Literatura, Facultad de Geografía y Facultad de Ciencias Sociales.
El gobierno del PDPA estableció, junto al pastún y al dari, al uzbeko, al turcomano, al nuristaní, al pashai y al baluchi como idiomas oficiales de Afganistán, buscando que el pastún sea el lenguaje de comunicación interétnica. Empezaron a transmitirse programas radiales y a publicarse semanarios en esos idiomas novedosamente reconocidos. Entre el 11 y el 13 de agosto tuvo lugar en la capital del país el Seminario de Escritores y Poetas, que estableció en su Declaración Fundamental la intención de seguir el realismo socialista inspirándose principalmente en la obra de Taraki. Las resoluciones que articulaban el trabajo que se esperaba realizaran los escritores eran:

«1. Defender la Revolución de Saur para defender el honor nacional.

2. Promover la conciencia política y social de las masas trabajadoras.

3. Eliminar el colonialismo y el feudalismo a través de las ideas hacedoras de época de la clase trabajadora.

4. Finalizar el individualismo y sacrificar intereses privados.

5. Dar a conocer las hostilidades.

6. Condenar actos reaccionarios traicioneros, el belicismo, el sionismo, el apartheid y los complots imperialistas.

7. Apoyar los movimientos de liberación alrededor del mundo, incluyendo los de los baluchis y los pastunes».

### Mujer
El régimen de Taraki promovió la igualdad de derechos para las mujeres: permiso de no usar velo, permiso de transitar libremente y conducir automóviles, abolición práctica de la dote, entendiendo que los derechos de la mujer a educación, empleo, circulación y elección de cónyuge era uno de los objetivos principales de la fase «democrática y nacional» de la Revolución. El 17 de octubre de 1978 apareció el siguiente decreto:

«Decreto nº 7. Gastos de dote y matrimonio.
Este decreto es promulgado en aplicación del artículo 12 de las Líneas Básicas de Deberes Revolucionarios de la República Democrática de Afganistán para garantizar la igualdad de derechos de las mujeres con hombres y, en el ámbito del derecho civil, para remover las relaciones feudales patriarcales injustas entre marido y mujer, y para la consolidación de lazos familiares más sinceros.
Artículo 1. a) Nadie podrá comprometer o dar en matrimonio una chica por efectivo o por productos; b) nadie podrá obligar al novio a pagar efectivo o productos a nombre de porción matrimonial, al momento del matrimonio.

Artículo 2. Nadie podrá obligar al novio o a su custodio a preparar ropa u otros regalos para la chica o su familia a nombre de idi, naurozi, barati u otras fiestas.

Artículo 3. La chica o su custodio no tomará efectivo o productos a nombre de dote por encima de diez dírhams según la sharia, que no es más de 300 Afs según la tasa bancaria de la plata.

Artículo 4. Los compromisos y los matrimonios tendrán lugar con el pleno consentimiento de las partes involucradas, en consecuencia: a) nadie será forzado al matrimonio; b) nadie podrá impedir el libre matrimonio de una viuda o forzarla a casarse por relaciones familiares o lazos patriarcales; c) nadie podrá impedir los matrimonios legales con el pretexto de compromiso, gastos de compromisos forzados, o por uso de la fuerza.

Artículo 5. Los compromisos y los matrimonios para mujeres menores de dieciséis años y varones menores de dieciocho años no serán permitidos.

Artículo 6. a) Los infractores serán sujetos a prisión de seis meses a tres años;
b) efectivo o productos aceptados en violación de las disposiciones de este decreto será confiscados.

Artículo 7. Este decreto será promulgado luego de su publicación en la Gaceta Oficial.»

La organización estatal de mujeres afganas fue renombrada después de la Revolución como Organización Democrática de la Mujer Afgana y colocada bajo el nuevo Ministerio de Asuntos Sociales; cambió otra vez el nombre unos meses después por Organización Popular de la Mujer Afgana y volvió a la órbita del Ministerio de Educación. Durante la Administración Taraki varias mujeres tuvieron un importante rol, destacándose Anahita Ratebzad (Ministra de Asuntos Sociales y miembro del Consejo Revolucionario, hasta que fue desplazada por el enfrentamiento jalqis y parchamis), Firouza (directora de la Media Luna Roja Afgana), la Profesora Siddiqui, Sultana Umayd (directora de la Escuela de Señoritas de Kabul), Soraya (presidente de la Organización Democrática de la Mujer Afgana), Ruhafza Kamyar (directora de la Escuela Vocacional de la Mujer) y Dilara Mark (directora de la Escuela Amana Fidawa).
Las medidas acerca de las mujeres endurecieron a la oposición: pese a que Taraki aseguró que no serían obligadas a ir a la escuela, incontables emigrados aseguraban que los cuadros comunistas sí las querían educar por la fuerza y que por este motivo abandonaban Afganistán. En Kandahar, algunas militantes de la Organización Popular de la Mujer Afgana fueron asesinadas por terroristas a raíz de esto. El comportamiento de las comunistas fue considerado tendiente a la «anarquía sexual», lo cual distanció a los centristas que pudieran simpatizar con el régimen.
Se redactó una ley de divorcio, pero nunca pudo oficializarse a causa de los levantamientos fundamentalistas que comenzaron a ocurrir. Previo a la Revolución, existían leyes para la igualdad entre mujeres y varones, pero recién en 1978 se intentó la aplicación real de este ideal, lo cual fue uno de los motivos para el alzamiento armado contrarrevolucionario, por supuesto con la instigación y financiación de los estados Unidos de América.

### Derecho
Dos semanas después de la Revolución, la Constitución de Daud de 1977 fue abolida y reemplazada por las Líneas Básicas de Deberes Revolucionarios que guiasen a la República Democrática de Afganistán hasta la redacción de una nueva constitución, y que indicaban: reforma agraria, planificación científica de la economía, democratización del Estado, rechazo del imperialismo, igualdad de derechos para las mujeres, protección de las empresas nacionales frente a la competencia de las extranjeras, reducción de impuestos indirectos e incremento de impuestos directos graduales, mejora y obligatoriedad de la educación primaria, mejora del sistema de salud pública, no alineamiento y coexistencia pacífica, apoyo a las luchas de los pueblos del Tercer Mundo contra el imperialismo, apoyo a la independencia de Palestina, etc.
Se creó una Comisión Jurídica para hacer conocer los derechos a la población y asegurarse de que la ley se cumpla en todo el país. Fueron legalizados los sindicatos y liberados los presos políticos y decenas de miles de presos comunes que estaban retenidos en condiciones infrahumanas por carecer de recursos para pagarse la defensa. Miles de prontuarios fueron quemados en público. Además, el gobierno eliminó el cultivo del opio utilizado para fabricar heroína.
Del 4 al 7 de diciembre de 1978, Taraki visitó la URSS. El día 5 él y Leonid Brézhnev firmaron un acuerdo de veinte años de duración: el Tratado de Amistad, Buena Vecindad y Cooperación entre la Unión de Repúblicas Socialistas Soviéticas y la República Democrática de Afganistán. Este tratado era similar a los que la URSS firmó con otros países como India o Vietnam; su artículo 4 sería utilizado como fundamento de la legalidad de la intervención soviética, que ocurriría a finales de 1979. Taraki firmó también un acuerdo para la cooperación económica entre los dos países y para la cooperación entre el PDPA y el Partido Comunista de la Unión Soviética. La URSS le otorgó al gobierno afgano ayuda civil y militar. No obstante, los soviéticos no se sentían cómodos con el radicalismo de Taraki y Amín y trataron infructuosamente de promover a izquierdistas moderados.

### Religión
Los campesinos apoyaron el proceso revolucionario al comienzo, pero luego muchos se pusieron en contra porque los contrarrevolucionarios señalaban al régimen como «ateo» y promotor del «amor libre». El gobierno de Taraki buscó contrarrestar la propaganda reaccionaria insistiendo en su respeto por el islam y mencionando los principios islámicos de «igualdad, fraternidad y justicia social» como los principios rectores del régimen. La lectura del Corán y las oraciones de ramadán de 1978 se hicieron en el Palacio del Pueblo y en una cantidad mayor de mezquitas con respecto al año anterior. De todas maneras, muy pocos dirigentes religiosos dieron su apoyo al régimen, agrupándose ellos en la Sociedad de Ulemas de Afganistán. Un asesor soviético pidió a Taraki y a Amín que hicieran visitas muy publicitadas a mezquitas, para aplacar los rumores de antiislamismo.

### Guerra
Entre mayo y junio de 1978 se instaló en Pakistán el primer campamento de los contrarrevolucionarios. Las manifestaciones violentas contra las transformaciones comenzaron a mediados de ese año en Nurestán. Otras revueltas comenzaron a sucederse a lo largo del país, además de periódicos atentados terroristas en las ciudades. A comienzos de 1979, los muyahidines, entrenados en Pakistán, libraron combates contra tropas del Ejército afgano en la frontera entre los dos países. El 14 de febrero, un grupo maoísta tomó como rehén al embajador de los EUA, Adolph Dubs. El diplomático falleció durante su intento de rescate. Por este motivo, los países occidentales suspendieron, al mes siguiente, las ayudas que enviaban a Afganistán.
En Herat, en marzo de 1979, fundamentalistas chiíes, con apoyo del servicio de inteligencia de Irán, tomaron la ciudad y asesinaron a simpatizantes comunistas y asesores soviéticos. Esta revuelta fue aplastada y el gobierno pudo abortar otros varios complots con el arresto de los implicados. Los yihadistas mataban a los activistas por la reforma agraria y saboteaban a los campesinos que trabajaban la tierra repartida. Numerosos líderes fundamentalistas fueron ejecutados sumariamente por el gobierno. Tres días después de ese alzamiento, el Consejo Revolucionario estableció el Alto Consejo de Defensa Nacional, con Taraki como Presidente del mismo.

Bandera de Jamiati Islami, facción muyahidín.

Ya desde 1978, los estadounidenses habían comenzado a formar insurgentes y establecer emisiones radiales de propaganda para Afganistán desde Pakistán. Desde ese vecino país y también a través de Egipto y Arabia Saudita llegaba la ayuda estadounidense para los insurgentes. También Irán y China tenían grupos armados que respondían y dependían de ellos. Para mayo de 1979, China, Arabia Saudita, Irán y Emiratos Árabes Unidos habían provisto millones de dólares a la contrarrevolución.
En junio de 1978, doscientos setenta militares y diplomáticos de la OTAN tuvieron una conferencia en Annapolis en la que concluyeron que sus intereses estaban seriamente afectados por la Revolución afgana. En abril, agentes de la inteligencia de EUA se entrevistaron con varios líderes fundamentalistas. De acuerdo con el entonces Consejero de Seguridad Nacional de EUA Zbigniew Brzezinski, sus esfuerzos por apoyar a los reaccionarios afganos comenzaron en abril de 1979, y la ayuda de EUA a los muyahidines fue aprobada el 3 de julio de 1979 por el presidente Jimmy Carter.
A raíz de la guerra que se inició, para fines de 1979, más de cien mil personas habían tenido que abandonar Afganistán.
Para contrarrestar a los insurgentes, el gobierno confió principalmente en el Departamento para Salvaguardar los Intereses de Afganistán (agencia de inteligencia), bajo la dirección de Asadulá Sarvari, y en los Defensores de la Revolución (antigua gendarmería); además formó una milicia del PDPA. Taraki repetidamente solicitó a la URSS el incremento de la ayuda militar. En el primer año, hubo trescientos fusilamientos de enemigos del régimen. Crecieron rumores acerca de ejecuciones clandestinas llevadas a cabo por las fuerzas del orden. La gran mayoría de los ejecutados eran sacerdotes y jefes tribales opuestos a la educación secularizada y a la reforma agraria.

### Partido

Bandera del PDPA.

Taraki rechazó realizar un gobierno de coalición con otras agrupaciones políticas, por lo que los militantes del PDPA ocuparon casi todos los puestos del Estado. Muchos de ellos no pasaban de treinta años de edad y no tenían experiencia como funcionarios públicos. La unidad entre las dos facciones que conformaban el PDPA se deterioró rápidamente, lo que se tradujo en fuertes luchas internas. Los líderes parchamis fueron destituidos de los cargos gubernamentales y sus seguidores en el Ejército pasados a retiro. También hubo denuncias de planes de los parchamis para dar un golpe de Estado y, en consecuencia, hubo varias ejecuciones. En 1979 un asesor soviético intentó persuadir a Taraki de que se reconciliara con los parchamis y de que incluyera a figuras no comunistas en el gobierno, sugerencia que fue rechazada.
Además, los jalqis se dividieron en varias facciones, una parte permaneció con Taraki (los jalqis rojos), otra siguió a Amín (los jalqis negros) y también existían grupos más pequeños liderados uno por Abdul Karim Zarghun (los jalqis de Paktia) y otro por Dastagir Panjsheri. Ya antes de la Revolución el Estado afgano era muy frágil, y se debilitó aún más con las disputas intestinas del PDPA y las renuncias de funcionarios del aparato civil estatal.
Luego de que en marzo de 1979 Amín reemplazara a Taraki como primer ministro, el presidente comenzó a ser marginado de la dirección del Estado por su antiguo protegido. En una reunión del Politburó de julio, Amín culpó a Taraki por los problemas acaecidos. En la primavera de ese año, Amín procedió a armar a miembros de su tribu —jaroti— formando con ellos una milicia. En agosto, Taraki acusó a Amín de nepotismo. Simultáneamente empezaron a circular shabnameh (panfletos anónimos clandestinos) exigiendo a Taraki que rompa con Amín y que retome el control del Estado, o que renuncie.

## Derrocamiento
A comienzos de septiembre, el presidente partió a La Habana a la conferencia del Movimiento de Países No Alineados y, en el viaje de regreso, hizo una breve parada en Moscú. Avisado por sus seguidores leales de que Amín conspiraba para eliminarlo, Taraki ideó con los soviéticos deshacerse de Amín antes que éste actuara, e incluir a figuras moderadas en el gobierno. Sarvari planeó matar a Amín cuando fuese a recibir a Taraki al aeropuerto, el día 11, pero fue descubierto y no pudo actuar. Ese día tuvo lugar la última reunión del gabinete de Taraki. El 12, el presidente y el primer ministro se reunieron: Amín le pidió a Taraki que castigara a Sarvari y a los ministros Watanjar, Gulabzoi y Mazduryar por haber planeado matarlo, pero Taraki se negó y le ofreció un puesto de embajador, que Amín rechazó, pidiéndole más bien al presidente que renunciara, a lo cual Taraki se rehusó. El 13, el presidente telefoneó a Amín para invitarlo a una reunión de normalización del liderazgo nacional, pero el primer ministro, avisado por un adepto de que correría peligro, declinó la invitación. Además, Amín le pidió a su cuñado Yaqub del Ministerio de Defensa, que reemplazara a los comandantes leales a Taraki por otros adeptos a él. Por la tarde, Taraki le dijo a Amín que diese marcha atrás con los reemplazos en el ejército, pues él no los autorizaba, en su calidad de Comandante en Jefe. Los cuatro jefes fieles a Taraki arriba mencionados intentaron movilizar a sus unidades militares, pero no lograron que éstas actuaran. El 14, Taraki y Amín iban a reunirse de nuevo, pero hubo un tiroteo. Amín regresó con más fuerzas y arrestó al presidente. El 16 anunció que Taraki había renunciado y que él lo sucedía en todos sus cargos.

## Muerte
El 23 de septiembre el nuevo gobierno anunció en una conferencia de prensa que Taraki estaba «definitivamente enfermo» y el 10 de octubre apareció en The Kabul Times una escueta noticia acerca de la muerte de Taraki por una «seria enfermedad que llevaba sufriendo algún tiempo». Más adelante, después del derrocamiento de Amín, se realizó una investigación sobre la muerte de Taraki y los autores materiales fueron juzgados, y sus confesiones fueron grabadas y publicadas en la prensa. Se reveló que desde el 15 de septiembre Taraki y su familia estuvieron arrestados en el Palacio, más adelante sus deudos fueron traslados a otra dependencia estatal y él fue asfixiado con una almohada, por oficiales que seguían órdenes de Amín, la noche del 8 de octubre. Antes de morir, Taraki entregó a sus ejecutores un dinero para que se lo diesen a su esposa, y su reloj pulsera para que se lo diesen a Hafizullah Amín. Por último, les entregó su carnet del PDPA. Uno de sus asesinos contó durante el interrogatorio:

«Respuesta: [...] Nosotros estábamos llorando. [...] Entonces [el oficial a cargo] nos gritó que no lloráramos. Que no deberíamos ser tan suaves porque era una decisión del Partido, del Consejo Revolucionario, del Comité Central del PDPA. Y que estábamos obligados a cumplir las órdenes de la dirección. [...]

Pregunta: Cuando Taraki fue martirizado, ¿no les pidió a ustedes que desistan?
Respuesta: Taraki no dijo nada por el estilo. Él sólo nos dio su reloj y su carnet del Partido. Y cuando Rozi ordenó que sus manos fueran atadas, él incluso nos ayudó. Él no dijo nada».

Los implicados fueron condenados y ejecutados.

## Legado
El asesinato de Taraki afectó emocialmente de forma considerable a Breznev, impulsado su decisión de intervenir en la guerra afgana el 27 de diciembre de 1979. Luego de la caída de Amín, los pósteres y retratos de Taraki pudieron volver a ser exhibidos por sus simpatizantes. Poco días después de la intervención soviética, la viuda de Taraki le escribió una carta abierta a Jimmy Carter, repudiando la reivindicación que el mandatario de EUA hizo de Amín en pos de justificar la oposición estadounidense a la controvertida acción de la URSS:

«Señor Presidente,
estoy enojada y sorprendida, al igual que todos los afganos honestos, por el hecho de que usted está tratando de proteger al criminal y asesino de Amín. Usted se permite llamarle "el presidente legítimo" de Afganistán. Sus palabras insultan la memoria de mi difunto esposo, Nur Muhammad Taraki, que fue asesinado villanamente por Amín y sus carniceros, sus palabras sólo pueden ser calificadas como una burla sacrílega a la memoria de miles de inocentes patriotas afganos y combatientes por la libertad y felicidad de su patria que fueron torturados hasta la muerte por él».

En 2011 se creó la Fundación Taraki por la Cultura y la Sociedad Civil, que ha llevado a cabo la reparación de la casa natal de Nur Muhammad Taraki, la cual fue un museo en la época de la República Democrática.